# روبرت هيدجيز
روبرت هيدجيز (بالإنجليزية: Robert Hedges)‏ هو لاعب كرة قاعدة أمريكي، ولد في 1869، وتوفي في أبريل 1932 بسبب سرطان الرئة.